# Domèvre-sous-Montfort
Domèvre-sous-Montfort ist eine französische Gemeinde im Département Vosges in der Region Grand Est (bis 2015 Lothringen). Sie gehört zum Kanton Vittel im Arrondissement Neufchâteau. Sie grenzt im Norden an Remicourt, im Nordosten an Mirecourt und Mattaincourt, im Osten an Bazoilles-et-Ménil, im Südosten an Rozerotte, im Südwesten an Remoncourt und im Westen an Estrennes.

## Bevölkerungsentwicklung
| Jahr      | 1962 | 1968 | 1975 | 1982 | 1990 | 1999 | 2008 | 2019 |
| --------- | ---- | ---- | ---- | ---- | ---- | ---- | ---- | ---- |
| Einwohner | 66   | 72   | 64   | 62   | 55   | 55   | 60   | 56   |

## Sehenswürdigkeiten

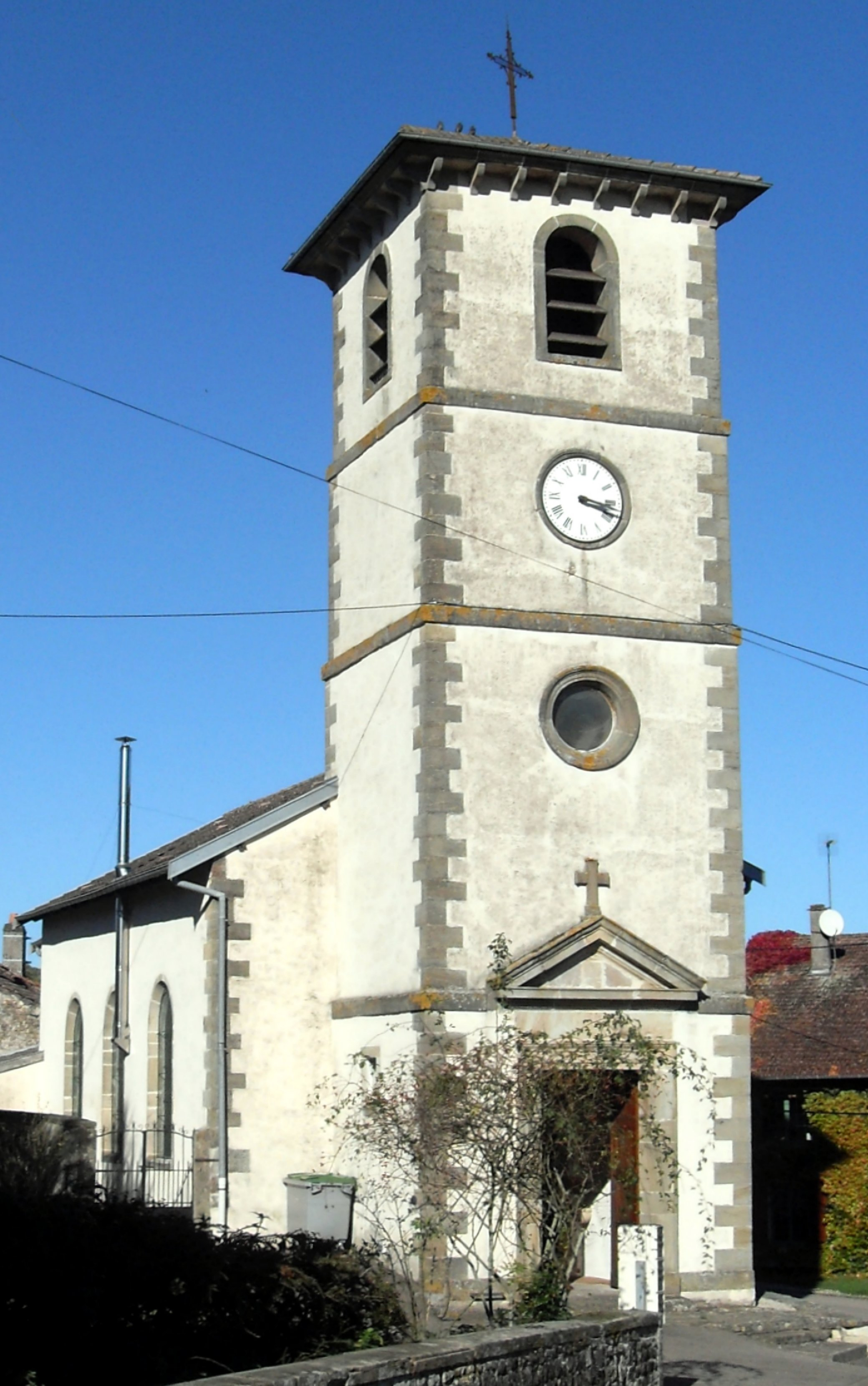
Kirche Saint-Epvre

- Kirche Saint-Epvre